# غوستافو كانتو
غوستافو كانتو (بالإسبانية: Gustavo Canto) هو لاعب كرة قدم أرجنتيني في مركز الدفاع، ولد في 25 فبراير 1994 في قرطبة في الأرجنتين. لعب مع Banfield (TV program) ‏.

## وصلات خارجية
- غوستافو كانتو على موقع قاعدة بيانات كرة القدم.إي يو (الإنجليزية)
- غوستافو كانتو على موقع Soccerway.com (الإنجليزية)